# 明石竜兵太郎
明石竜 兵太郎（あかしりゅう へいたろう、1881年2月14日 - 1931年6月20日）は、現在の兵庫県明石市出身で八角部屋に所属した力士。本名は立花 兵太郎（たちばな へいたろう）。身長167cm、体重83kg。最高位は西前頭10枚目。得意技は左四つ、投げ、左筈押し、押し。

## 経歴
1902年1月場所に初土俵。1908年1月場所に十両昇進。一度幕下に陥落したが、十両復帰を果たしてからは2場所で十両通過、1911年6月場所に入幕を果たした。しかし、幕内では思うような成績を残せず、病気もあって十両へ陥落、その後は出場せず、十両最下位まで陥落した1914年1月場所に廃業した。女性人気が高く、木下杢太郎が「四本柱の総立ちに　桟敷いろめく国技館　かわいいおしゃくが　あられもな 声をはりあげ　明石竜」と詩に詠んだ。

## 主な成績
- 通算成績：28勝39敗19休9分3預  勝率.418（便宜上幕内と十両の合計を表示。他に幕下の記録として少なくともが8勝10敗1休が確認できる。）
- 番付在位場所数：27場所
- 幕内成績：17勝28敗9休6分預  勝率.378
- 幕内在位：6場所

### 場所別成績
| 1902年 （明治35年） | 東序ノ口40枚目 –              | 西序二段38枚目 –             |
| 1903年 （明治36年） | 西三段目54枚目 –              | 西三段目44枚目 –             |
| 1904年 （明治37年） | 西三段目13枚目 –              | 東幕下47枚目 –               |
| 1905年 （明治38年） | 西幕下33枚目 –                | 西幕下12枚目 –               |
| 1906年 （明治39年） | 東幕下12枚目 –                | 西幕下5枚目 0–3 （対十両戦） |
| 1907年 （明治40年） | 西幕下10枚目 1–1 （対十両戦） | 西幕下3枚目 1–2 （対十両戦） |
| 1908年 （明治41年） | 西十両9枚目 2–3 2分           | 東十両10枚目 1–4             |
| 1909年 （明治42年） | 西幕下9枚目 0–1 （対十両戦）  | 西幕下4枚目 2–2–1            |
| 1910年 （明治43年） | 西幕下4枚目 4–1               | 西十両3枚目 4–2 2預          |
| 1911年 （明治44年） | 西十両筆頭 4–2 2分            | 西前頭18枚目 4–4 2分         |
| 1912年 （明治45年） | 東前頭13枚目 2–6 2分          | 西前頭18枚目 3–0–6 1分       |
| 1913年 （大正2年） | 西前頭10枚目 4–6              | 東前頭12枚目 3–6–1           |
| 1914年 （大正3年） | 東前頭17枚目 1–6–2 1預        | 西十両2枚目 0–0–5            |
| 1915年 （大正4年） | 西十両15枚目 引退 0–0–5       | x                            |
| 各欄の数字は、「勝ち-負け-休場」を示す。 優勝 引退 休場 十両 幕下 三賞：敢=敢闘賞、殊=殊勲賞、技=技能賞 その他：★=金星 番付階級：幕内 - 十両 - 幕下 - 三段目 - 序二段 - 序ノ口 幕内序列：横綱 - 大関 - 関脇 - 小結 - 前頭（「#数字」は各位内の序列） |                               |                              |

- 幕下以下の地位は小島貞二コレクションの番付実物画像による。

## 改名歴
- 明石竜 兵太郎（あかしりゅう へいたろう）1908年1月場所 - 1914年1月場所